# Stanisław Kazanowski (zm. przed 1524)
Stanisław Litwos Kazanowski herbu Grzymała (zm. przed 23 stycznia 1524 roku) – podkomorzy lubelski (1506), starosta krośnieński i przedborski, podsędek ziemi sandomierskiej (1505) i sędzia ziemi sandomierskiej (1507).
Syn Dominika, starosty niepołomickiego i radomskiego, brat Bartłomieja, 
Andrzeja, Jana, Mikołaja, Jakóba, Barbary, wnuk Świętosława Litwosza z Kazanowa
W 1478 roku studiował na Akademii Krakowskiej. W roku 1504 został podkomorzym lubelskim.   Wraz z rozwojem kariery  został podsędkiem sandomierskim w roku 1505, i sędzią ziemskim w 1507 roku. W latach 1518–1523 był asesorem sądów królewskich w Krakowie, a w 1521 roku komisarzem królewskim do rozgraniczania dóbr królewskich. Około 1522 roku kupił Ciepielów, Miechów i Bogusławice.   
Poseł na sejm piotrkowski 1511 roku z ziemi lubelskiej i łukowskiej, poseł na sejm piotrkowski 1523 roku z województwa sandomierskiego.
Ożenił się z Anną Sieniawską z Sienna.
Miał z nią dwoje dzieci: Marcina (zm. 1587) - rotmistrza królewskiego, który ożenił się z Katarzyną Tarło i miał z nią m.in. synów Zygmunta, Stanisława i Jana.
Po ojcu Stanisławie odziedziczył Bogusławice, Ciepielów i Miechów   
Stanisław Kazanowski miał też córkę; Katarzynę, która wyszła za mąż za Stryjkowskiego. Zmarł w 1523 roku.